# 恵那市立中野方小学校
恵那市立中野方小学校（えなしりつ なかのほうしょうがっこう）とは、岐阜県恵那市にある公立小学校。

## 通学区域
- 通学区域は中野方町全域である。公立中学校の進学先は恵那市立恵那北中学校である[1]。

## 沿革
- 1873年（明治6年）
  - 3月 - 訓蒙舎が開校。
  - 7月 - 正倫義校に改称する。
- 1877年（明治10年） - 中野方学校に改称する。
- 1879年（明治12年） - 中野方小学校に改称する。
- 1893年（明治26年） - 中野方尋常小学校に改称する。
- 1901年（明治34年） - 中野方尋常高等小学校に改称する。
- 1941年（昭和16年） - 中野方国民学校に改称する。
- 1947年（昭和22年） - 中野方村立中野方小学校に改称する。
- 1954年（昭和29年）4月1日 - 大井町、長島町、東野村、三郷村、武並村、笠置村、中野方村、飯地村と合併し、恵那市が発足。同時に恵那市立中野方小学校に改称する。
- 1978年（昭和53年） - 新校舎（鉄筋コンクリート造）が完成。
- 1980年（昭和55年） - 体育館が完成。